# Platja de Sòl de Riu
La platja de Sòl de Riu és una platja natural situada a la desembocadura del riu de la Sénia, entre les comunitats de Catalunya i el País Valencià. La zona nord pertany a la població de les Cases d'Alcanar, del municipi d'Alcanar (Montsià), i la zona sud al municipi de Vinaròs (Baix Maestrat). Limitada per penya-segats i la llacuna que forma el riu, té una longitud d'uns 100 metres i una amplada que varia segons l'època de l'any, formada per còdols. Disposa d'aparcament i neteja diària a l'estiu. Reb el distintiu de 'platja verge' del grup d'Ecologistes en Acció de Tarragona i l'Ebre.
El nom de la platja fa referència als sòls pedregosos i humits formats per les desembocadures dels rius i barrancs.